# تاکاشی اوجی
تاکاشی اوجی (ژاپنی: 氏家 貴士؛ زادهٔ ۲۰ مهٔ ۱۹۷۵) یک بازیکن فوتبال اهل ژاپن است.
از باشگاه‌هایی که در آن بازی کرده‌است می‌توان به باشگاه فوتبال توکیو وردی اشاره کرد.